# Dick Schreuder
Jan-Dirk (Dick) Schreuder (Barneveld, 2 augustus 1971) is een Nederlands voetbaltrainer en voormalig voetballer. Vanaf medio 2025 leidt hij de Nijmeegse club N.E.C. Hij is de oudere broer van Alfred Schreuder.

## Carrière
Schreuder begon zijn loopbaan bij PSV, waar hij echter niet doorbrak. Hierna was hij vooral succesvol bij FC Groningen, RKC Waalwijk en Go Ahead Eagles. Schreuder speelde in zijn carrière 158 wedstrijden waarin hij zestien keer scoorde.
Schreuder was tot 2013 trainer van SDV Barneveld, de club waar hij in de jeugd begonnen is met voetballen. In 2013 werd hij aangesteld als assistent van Edgar Davids bij Barnet. Toen Davids ontslag nam in januari 2014 werd Schreuder samen met Ulrich Landvreugd de hoofdcoach. In maart 2014 nam Martin Allen het over en werd Schreuder weer assistent.
Vanaf het seizoen 2014/2015 was Schreuder hoofdtrainer bij VV Katwijk. In januari 2018 verliet hij VV Katwijk voor een overstap naar Philadelphia Union in de MLS als assistent-trainer. In 2019 werd hij assistent van zijn broer Alfred bij 1899 Hoffenheim. Nadat deze was ontslagen, vertrok ook Dick bij de club. Op 12 juni 2021 werd bekend dat Schreuder assistent-trainer van Thomas Letsch zou worden bij Vitesse, waar hij een contract tekende tot medio 2023. In november 2021 werd hij bij PEC Zwolle aangesteld als trainer.
Nadat hij PEC Zwolle in het seizoen 2022/23 terug naar de Eredivisie had geleid, werd hij in juni 2023 aangesteld als hoofdtrainer van Spaanse derdeklasser CD Castellón, ter vervanging van Albert Rudé. Op 5 mei 2024 werd Schreuder kampioen met Castellon. Door een nederlaag van Córdoba CF kon zijn ploeg de titel niet meer ontgaan. Op 20 januari 2025 werd hij na vier nederlagen ontslagen bij Castellon dat toen veertiende stond in de Segunda División.
Op 22 april 2025 kondigde N.E.C. officieel de komst van Schreuder aan. Hij tekent een contract voor twee jaar als hoofdtrainer van N.E.C. in Nijmegen en wordt medio mei 2025 gepresenteerd.

### Carrièrestatistieken
| Seizoen         | Club               | Land            | Competitie      | Competitie | Competitie | Beker | Beker | Internationaal | Internationaal | Overig | Overig | Totaal | Totaal |
| Seizoen         | Club               | Land            | Competitie      | Wed.       | Dlp.       | Wed.  | Dlp.  | Wed.           | Dlp.           | Wed.   | Dlp.   | Wed.   | Dlp.   |
| --------------- | ------------------ | --------------- | --------------- | ---------- | ---------- | ----- | ----- | -------------- | -------------- | ------ | ------ | ------ | ------ |
| 1989/90         | PSV                | Nederland       | Eredivisie      | 0          | 0          | 0     | 0     | 0              | 0              | –      | –      | 0      | 0      |
| 1990/91         | PSV                | Nederland       | Eredivisie      | 0          | 0          | 0     | 0     | 0              | 0              | –      | –      | 0      | 0      |
| 1991/92         | PSV                | Nederland       | Eredivisie      | 4          | 1          | 0     | 0     | 0              | 0              | 1      | 0      | 4      | 1      |
| 1992/93         | PSV                | Nederland       | Eredivisie      | 3          | 0          | 0     | 0     | 0              | 0              | 1      | 0      | 3      | 0      |
| 1993/94         | → Sparta Rotterdam | Nederland       | Eredivisie      | 14         | 0          | 1     | 0     | –              | –              | –      | –      | 15     | 0      |
| 1994/95         | FC Groningen       | Nederland       | Eredivisie      | 29         | 4          | –     | 1     | –              | –              | –      | –      | 29     | 5      |
| 1995/96         | RKC Waalwijk       | Nederland       | Eredivisie      | 24         | 1          | –     | 0     | –              | –              | –      | –      | 24     | 1      |
| 1996/97         | RKC Waalwijk       | Nederland       | Eredivisie      | 21         | 1          | –     | 0     | –              | –              | –      | –      | 21     | 1      |
| 1997/98         | Stoke City FC      | Engeland        | First Division  | 0          | 0          | 2     | 0     | –              | –              | –      | –      | 2      | 0      |
| 1998/99         | Helmond Sport      | Nederland       | Eerste divisie  | 20         | 1          | –     | 0     | –              | –              | 6      | 1      | 26     | 2      |
| 1999/00         | Go Ahead Eagles    | Nederland       | Eerste divisie  | 17         | 5          | –     | 3     | –              | –              | –      | –      | –      | 8      |
| 2000/01         | Go Ahead Eagles    | Nederland       | Eerste divisie  | 15         | 0          | –     | 0     | –              | –              | –      | 0      | –      | –      |
| 2001/02         | Go Ahead Eagles    | Nederland       | Eerste divisie  | 11         | 3          | –     | 1     | –              | –              | –      | –      | 11     | 4      |
| Carrière totaal | Carrière totaal    | Carrière totaal | Carrière totaal | 158        | 16         | –     | 5     | 0              | 0              | –      | 1      | –      | –      |

## Erelijst
PSV
| Nationaal            |    |                  |
| Landskampioen        | 2x | 1990/91, 1991/92 |
| KNVB beker           | 1x | 1989/90          |
| Nederlandse Supercup | 1x | 1992             |